# Fangirl (libro)
Fangirl è un romanzo Young Adult di Rainbow Rowell, pubblicato nel 2013.

## Trama
La diciottenne Cath si trasferisce con la sorella gemella Wren all'Università del Nebraska-Lincoln. Cath è una ragazza estremamente timida e introversa che fatica a relazionarsi con le persone, trovando rifugio nel fandom di Simon Snow (una serie di romanzi fantasy ispirati a Harry Potter) di cui scrive fanfiction molto popolari. All'università la ragazza si trova per la prima volta sola, in quanto Wren - con cui condivideva la passione di Simon Snow - adesso vuole stringere nuove amicizie e svagarsi alle feste. Nonostante le iniziali difficoltà, Cath si interessa al corso di scrittura creativa e fa amicizia con il suo compagno di classe Nick, con cui inizia a scrivere delle storie.
Dal momento che Cath continua a isolarsi, la sua compagna di stanza Reagan e l'amico di quest'ultima, Levi, l'aiutano a integrarsi nel nuovo ambiente, con Levi che finisce per sviluppare una cotta per la ragazza. Dopo che suo padre ha un attacco di bipolarismo, Cath quasi decide di abbandonare gli studi per prendersi cura di lui, scegliendo in seguito di affrontare i suoi problemi senza rinunciare all'università. Al termine dell'anno scolastico Cath è diventata più sicura di sé e del rapporto con la sorella e con gli amici, riuscendo per la prima volta a scrivere un racconto originale ispirato alla madre che abbandonò lei e Wren quando erano piccole.

## Personaggi
- Cather Avery: La protagonista del romanzo, è una ragazza di diciotto anni fangirl di Simon Snow e accanita scrittrice di fanfiction. Soffre di gravi ansie sociali che le rendono difficoltoso relazionarsi con gli altri, mentre ha sempre avuto uno stretto rapporto con la sorella gemella e il padre.
- Wren Avery: Sorella gemella di Cather, per anni ha condiviso con lei la passione per Simon Snow; all'università decide di distaccarsi da Cather e dal fandom per farsi nuovi amici e divertirsi alle feste.
- Levi Stewart: Un ragazzo gentile, amichevole ed estroverso; è l'ex di Reagan e nel corso della storia sviluppa un interesse romantico per Cather mentre cerca con Regan di aiutarla a uscire dal "suo guscio".
- Reagan: La compagna di stanza di Cather, di carattere sarcastico e cinico. La prende in simpatia e cerca di aiutarla con Levi a relazionarsi con le persone.
- Arthur Avey: Il padre di Cather e Wren, che lavora nel marketing. È molto affettuoso con le figlie, incoraggiandole sempre a prendere le decisioni migliori per loro. Si scopre essere affetto di bipolarismo, pertanto viene ricoverato in un istituto psichiatrico.
- Laura Avery: La madre di Cather e Wren ed ex moglie di Arthur, abbandonò la famiglia quando le figlie avevano 8 anni senza mantenere alcun rapporto con loro. Cerca di riavvicinarsi nel corso del libro, sebbene Cather serbi rancore nei suoi confronti.
- Nick Manter: Compagno di classe di Cather, fa coppia con lei nel corso di scrittura creativa.
- Professoressa Piper: Una scrittrice e professoressa di scrittura creativa di Cather e Nick, che incoraggia la ragazza a lavorare sul suo talento nella scrittura. Disapprova le fanfiction, in quanto non sono un prodotto originale.

## Accoglienza
La critica ha accolto positivamente il romanzo, in particolare per la sua rappresentazione realistica della cultura del fandom. Entertainment Weekly dà a Rowell il merito di aver colto l'universo delle fanfiction e la mentalità da fan della protagonista.  Una recensione di Kirkus ha definito il romanzo "assolutamente accattivante".

## Spin off
La Rowell ha pubblicato una trilogia indipendente ispirata ai libri di Simon Snow, un'opera immaginaria presente nel romanzo. La trilogia è composta da Carry On, Un eroe ribelle e Any Way the Wind Blows.